# Списание за проблемите на лингвистиката и етнографията
Списание за проблемите на лингвистиката и етнографията (на нидерландски: Bijdragen tot de Taal-, Land- en Volkenkunde) е академично списание в Нидерландия, основано през 1853 г. До 1948 година е със заглавие „Принос към езика, земята и етнологията на Нидерландските Индии“. Приносът към лингвистиката, земята и етнологията е основан от Кралския институт по лингвистика, земя и етнология и се фокусира главно върху лингвистиката, антропологията и историята на Югоизточна Азия и Индонезия. Уебсайтът на издателството съдържа дигиталните томове на приноса към лингвистиката, земята и етнологията.
Списанието съдържа предимно статии на английски, на различни теми и рецензии на книги от различни автори. Поради закриването на издателството на Кралския институт за език, земеделие и етнология, от 2012 г. списанието е публикувано с отворен достъп на уебсайта Brill Online: Books and Journals. Списанието се публикува един път на три месеца, общо около 600 страници годишно.